# Friedrich Anton Reiche
Friedrich Anton Reiche (* 28. September 1845 in Wilsdruff; † 16. Juli 1913 in Dresden) war ein deutscher Unternehmer, der Blechformen herstellte und Gründer der bedeutendsten Schokoladenformen- und Blechemballagenfabrik Deutschlands mit Sitz in Dresden war.

## Biografie

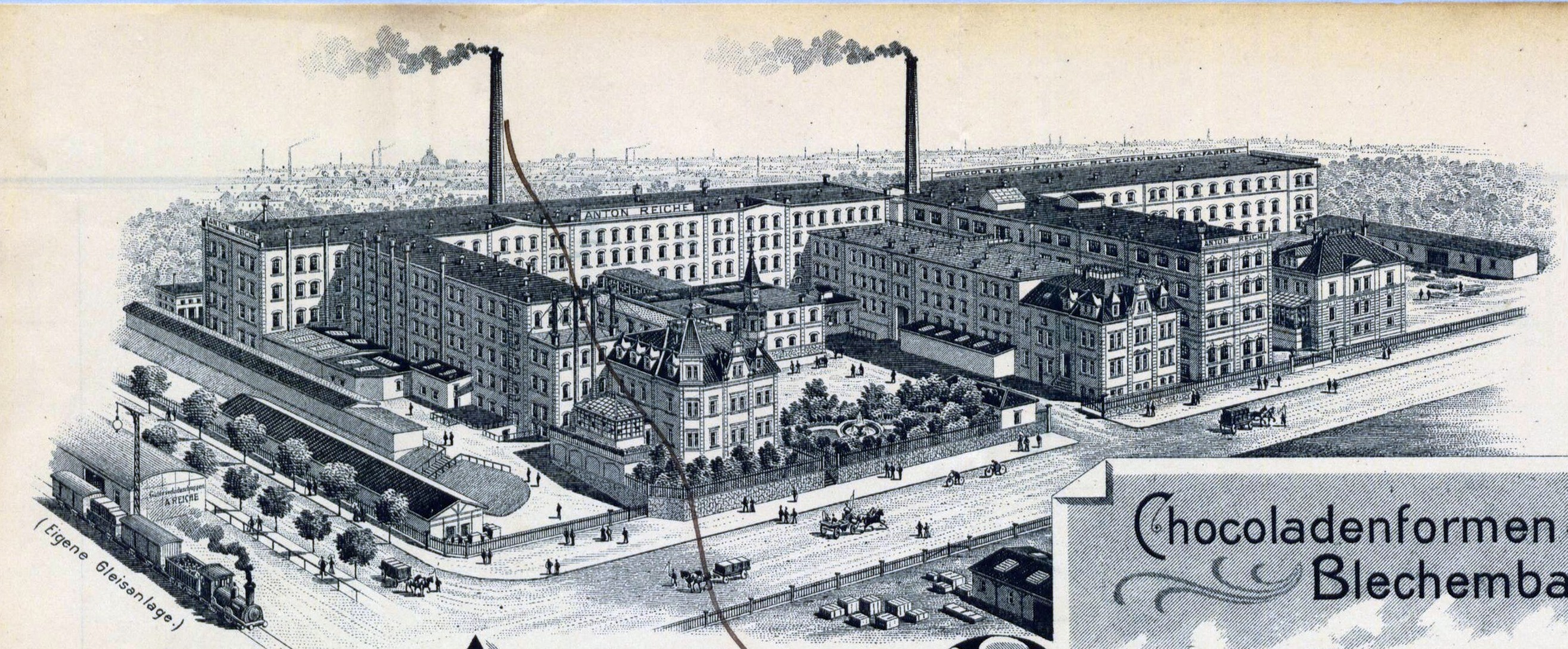
Anton Reiche Schokoladenformen- und Blechemballagenfabrik (vor 1901)

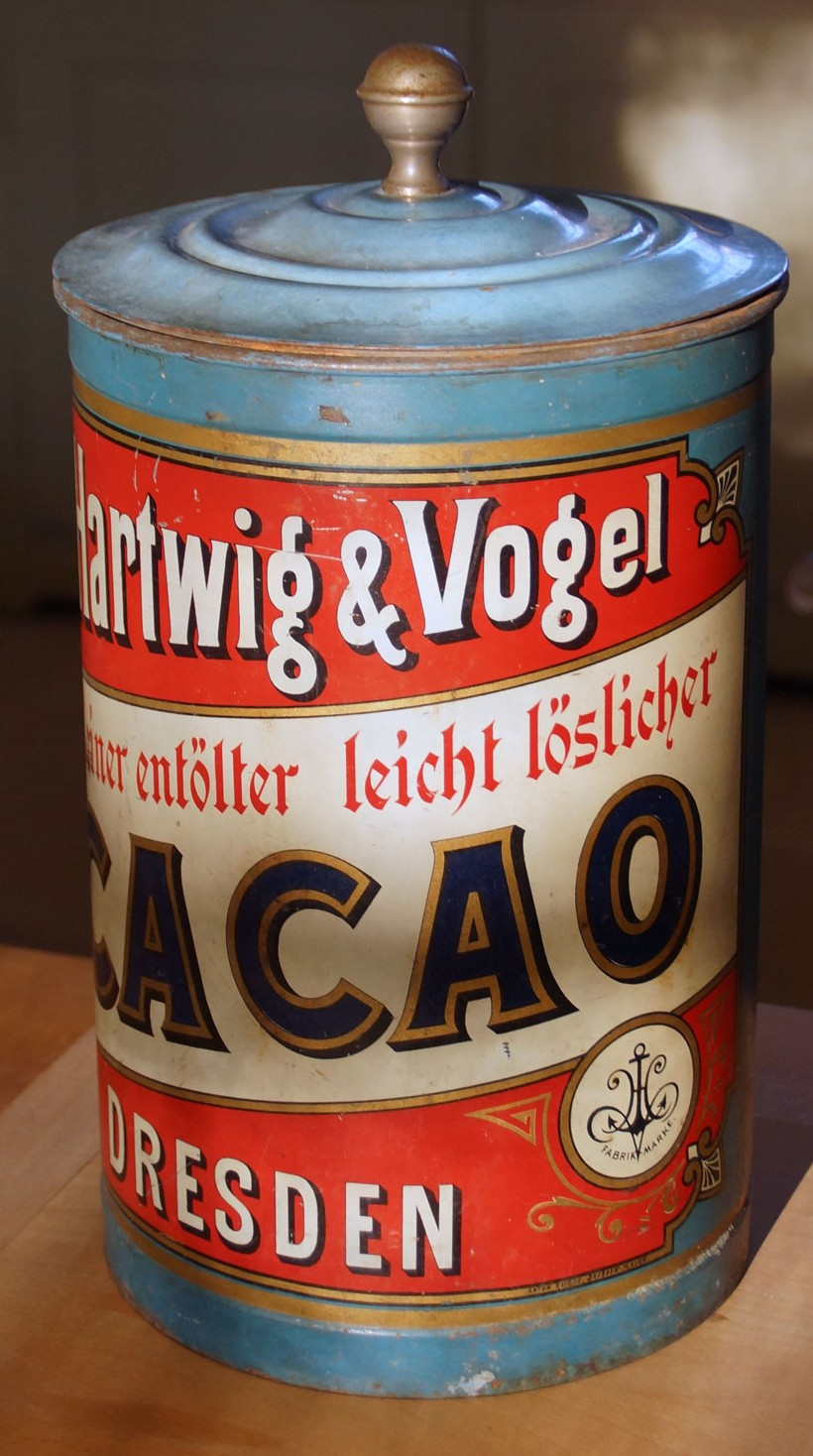
Kakaodose von Hartwig & Vogel, hergestellt von Anton Reiche

Reiche wurde als Sohn eines Bauern auf unterster Ebene als fünftes, aber nicht letztes, Kind geboren. Im Oktober 1845 erhielt er in der Wilsdruffer Nikolaikirche die Taufe. Er legte 1867 die Gesellenprüfung als Klempner in Wilsdruff ab. Während seiner Wanderjahre von 1867 bis 1870 erlernte er die Herstellung von Schokoladenformen beim Unternehmen Létang in Frankreich. Nach seiner Rückkehr aus Frankreich machte er sich zunächst mit einer kleinen Klempnerei im Annenhof selbstständig. Zur gleichen Zeit blühte die Süßwarenindustrie in Dresden auf, zu den frühesten Unternehmen zählten Jordan & Timaeus, Rüger, Petzold & Aulhorn und Hartwig & Vogel. 1877 an den Freiberger Platz verlegt, nannte sich Reiches Werkstatt schon 1878 „Blechwarenfabrik“, die außer Schokoladenformen aus Weißblech Verpackungsdosen aus gewalzten Blechen produzierte. Reiche knüpfte Kontakte zu Hartwig & Vogel. Das Unternehmen bezog seine Schokoladenformen aus Kupferblech bis dahin aus dem Ausland. Reiche konnte saubere, bessere geeignete Formen aus Weißblech liefern. Die Abfallstreifen der Formenproduktion nutzte Reiche zur Herstellung von Kinderspielzeug, bedruckten Sparbüchsen, Schuhwichse-Schachteln, Zierbehältern und Blechschildern.
Nach 1880 begann sein Umzug an den Hahneberg im Dresdner Vorort Plauen. 1895 gehörten dem 1878 mit zehn Gesellen aufgebauten Betrieb bereits etwa 1100 Belegschaftsangehörige an. Das Unternehmen nahm für sich in Anspruch, Deutschlands größte Fabrik auf dem Gebiet diverser Blecherzeugnisse zu sein.
Reiches Schokoladenformen gehören zu den berühmtesten der Welt und sind heute Sammlerstücke. Aus Auftragsbüchern der Jahre von 1906 bis 1914 geht hervor, dass alle großen Süßwarenfabriken im deutschsprachigen Raum Kunden von Anton Reiche waren – außer den oben genannten Dresdner Unternehmen auch Stollwerck, Sarotti, Sprengel und Waldbaur in Deutschland, Manner in Österreich, Lindt, Suchard und Tobler in der Schweiz und andere. In den Niederlanden war die Schokoladenfabrik Tjoklat ein Abnehmer. Von 1885 bis zum Beginn des Zweiten Weltkriegs exportierte Reiche auch in die USA.
Auch die heute bei Spielzeug- und Reklamesammlern beliebten und von Reiche erfundenen Stollwerck-Sparautomaten stammen aus Reiches Produktion.

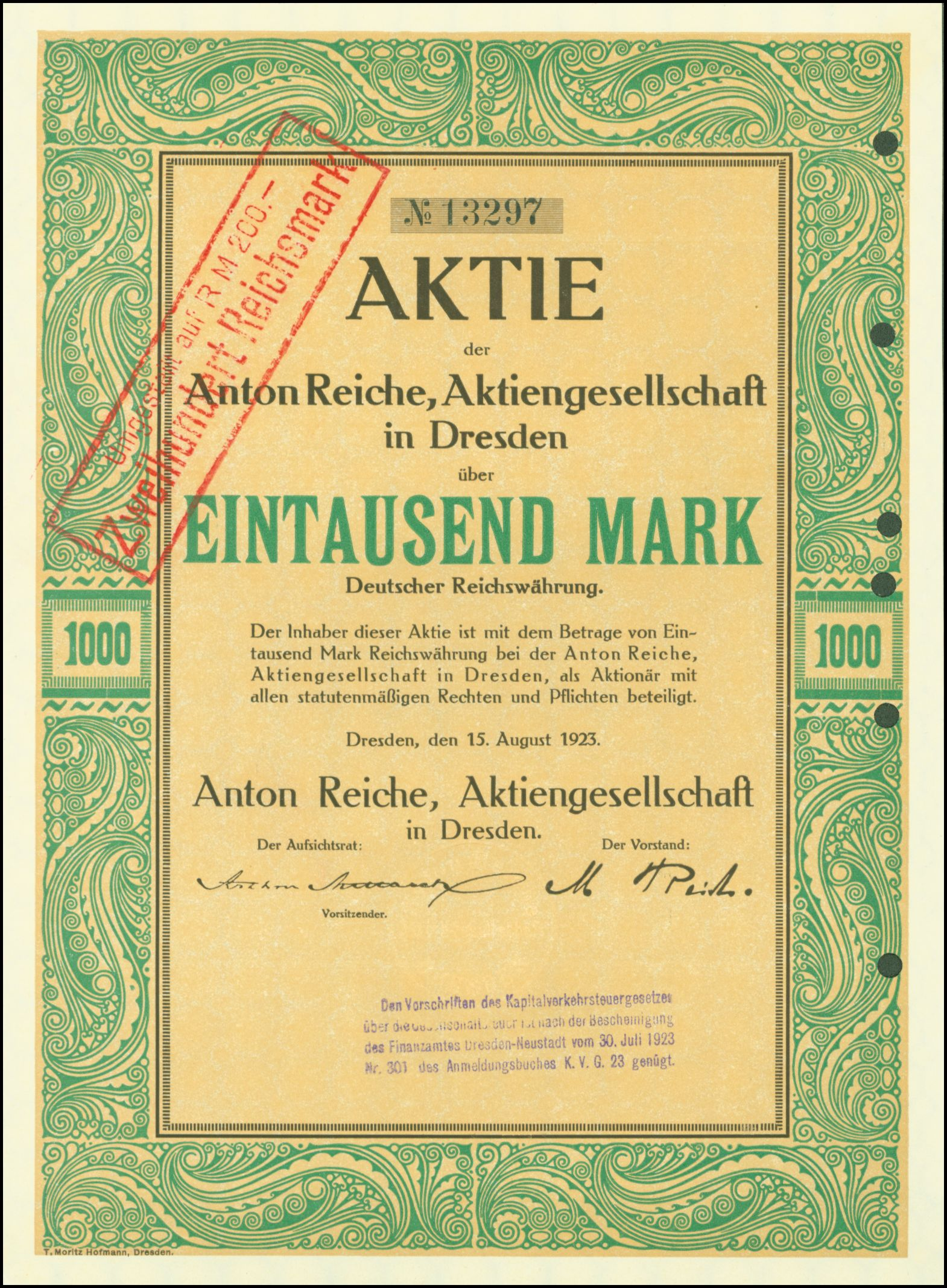
Aktie über 1000 Mark der Anton Reiche AG in Dresden vom 15. August 1923

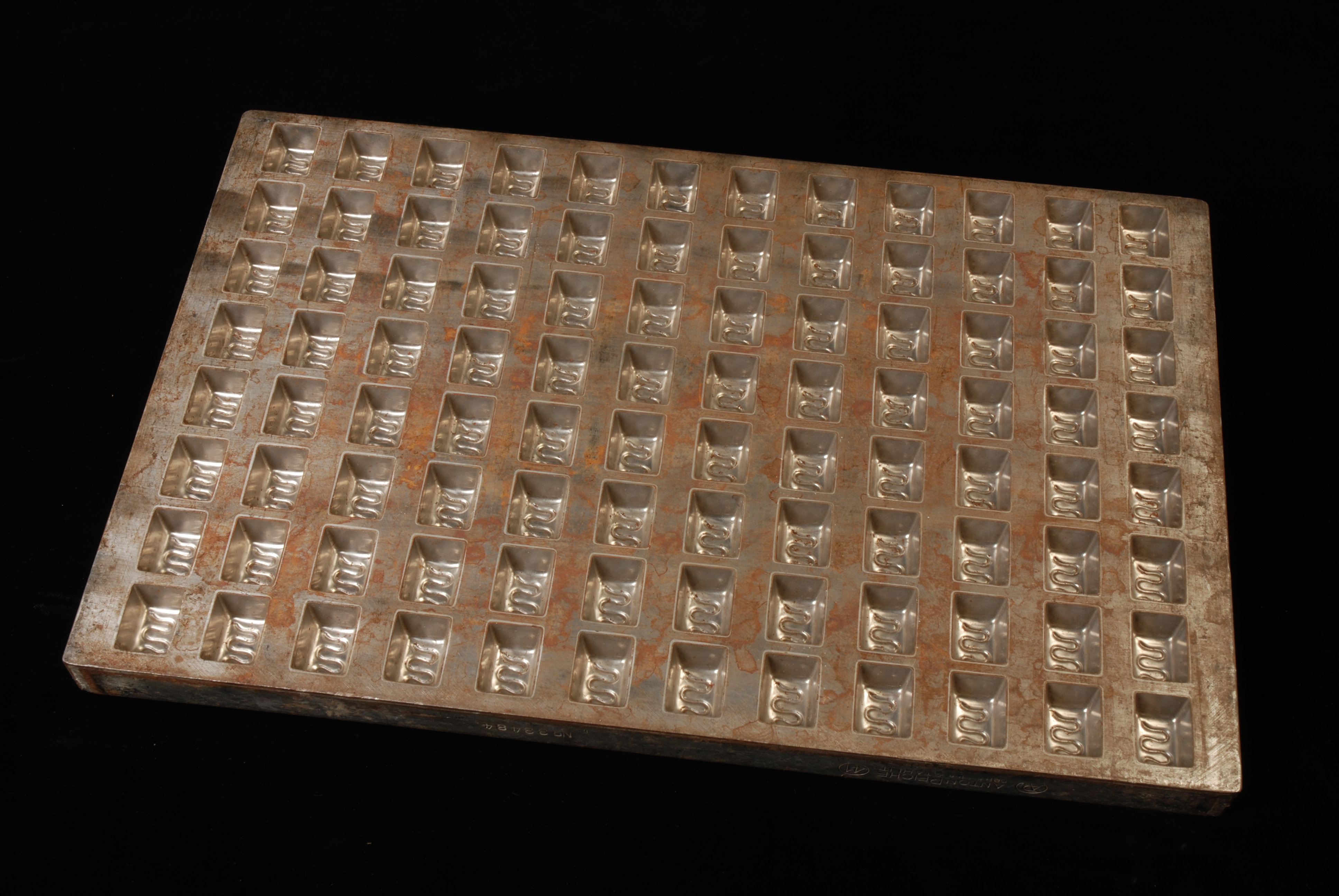
Reiche-Schokoladenform (1945–1949?)

1912 erfolgte die Umwandlung des Unternehmens in eine Aktiengesellschaft. Das nach Reiches Tod von seinen drei Söhnen weitergeführte Unternehmen wurde nach der Zerstörung Dresdens im Krieg wiederaufgebaut und bestand noch bis 1972 in der DDR fort.
Das Anton-Reiche-Museum im Museum Hofmühle Dresden erinnert heute an sein Werk.